# Ленарт Јохансон (хокејаш на леду)
Ролф Ленарт Јохансон (швед. Rolf Lennart Johansson; Сундсвал, 7. јун 1941 − Јевле, 23. октобар 2010) био је шведски хокејаш на леду и хокејашки тренер који је током каријере играо на позицијама централног нападача.
Најзначајнији део играчке каријере провео је у екипи Бринеса у чијем дресу је освојио чак седам титула првака Шведске (1963/64, 1965/66, 1966/67, 1967/68, 1969/70, 1970/71. и 1971/72). За репрезентацију Шведске је на међународној сцени наступио само на ЗОИ 1964. у аустријском Инзбруку када су Швеђани освојили сребрну олимпијску медаљу. 
По окончању играчке каријере једно краће време је радио као хокејашки тренер, а највећи успех у тренерској каријери постигао је водећи екипу Бринеса са којом је освојио националну титулу у сезони 1979/80. 